# Eugnathichthys
Genre
Eugnathichthys est un genre de poissons téléostéens de la famille des Distichodontidae (ordre des Characiformes).

## Liste d'espèces
Selon World Register of Marine Species (8 juillet 2023) :
- Eugnathichthys eetveldii Boulenger, 1898
- Eugnathichthys macroterolepis Boulenger, 1899
- Eugnathichthys virgatus Stiassny, Denton & Monsembula Iyaba, 2013

## Systématique
Le nom valide complet (avec auteur) de ce taxon est Eugnathichthys Boulenger, 1898.